# 朔野安子
朔野安子（8月2日—）是日本漫畫家。北海道出身。
- 出道作（1998年5月号）
- 代表作《公主的條件》於2001年獲得第26回白泉社雅典娜新人大賞的新作優秀者賞 。

## 作品
- 公主的條件、全8冊、原名

## 外部連結
- （日語） http://www005.upp.so-net.ne.jp/sakuno/ （页面存档备份，存于）